# 亞哈隨魯
亞哈隨魯是波斯帝國阿契美尼德王朝的國王。他的名字經常都在《舊約聖經》及一些次經和偽經裡出現。一般人相信他其實就是歷史上的薛西斯一世（前485年–前465年），但有學者懷疑這個說法，因為在多個不同經文所指的「亞哈隨魯」都不同，不可能都為同一個人。而在多個「亞哈隨魯」出現的日子中，就只有以斯帖記二章第17節記載的亞哈隨魯最有可能是薛西斯一世。